# Industrie nucléaire
L’industrie nucléaire comprend l'ensemble des procédés de transformation et des acteurs industriels qui utilisent les propriétés du noyau atomique. Elle a pour principaux débouchés la production d'électricité d'origine nucléaire, éventuellement embarquée dans des vaisseaux militaires, la fabrication d'armes atomiques, ainsi que le secteur industriel de la médecine nucléaire.

## Histoire
L'histoire de l'industrie nucléaire mondiale s'est construite sur la base de nombreuses recherches et découvertes, ainsi que d'évènements notoires :
- 1896 : Henri Becquerel découvre la radioactivité
- 1911-1913 : définition du modèle atomique de Ernest Rutherford et Niels Bohr[1]
- Déc. 1938 : Otto Hahn et son équipe découvre la « fission » possible du noyau d'uranium 235[1]
- Déc. 1940 : Halban et Kowarski démontrent la réaction en chaîne nucléaire
- Septembre 1942: lancement du projet Manhattan pour l'arme atomique[1]
- Décembre 1942 : Enrico Fermi réalise la première réaction en chaîne nucléaire auto-entretenue et contrôlée[1]
- Juillet 1945 : Premier essai atomique à Alamogordo[1]
- Août 1945 : bombardements atomiques d'Hiroshima et Nagasaki
- Novembre 1952 : Ivy Mike - premier essai américain d'une bombe à hydrogène
- 1953 : lancement par les États-Unis du programme Atoms for Peace (litt. « Des atomes pour la paix »)
- Janvier 1955 : première sortie en mer du premier sous-marin américain à propulsion nucléaire Nautilus
- Juin 1954 : première production électronucléaire à la Centrale nucléaire d'Obninsk en Union Soviétique
- Juillet 1957 : Création de l'Agence internationale de l'énergie atomique pour la promotion du nucléaire civil en limitant les développements militaires
- Septembre 1957 : catastrophe nucléaire de Kychtym à l'ouest de l'Oural en Russie
- Décembre 1957 : première production électronucléaire à vocation civile d'un réacteur à eau pressurisée par le réacteur américain de Shippingport[1]
- 1978 : création de la bombe à neutrons
- Mars 1979 : Accident nucléaire de Three Mile Island[1]
- Avril 1986 : Catastrophe nucléaire de Tchernobyl
- Mars 2011 : Accident nucléaire de Fukushima

Les applications militaires de l'énergie nucléaire sont antérieures aux applications civiles. Ces dernières ont donc bénéficié de la recherche destinée aux applications militaires (premiers réacteurs notamment) et de certains retours d'expériences du nucléaire militaire, le complexe militaro-industriel nucléaire restant en partie lié au domaine civil dans les pays dotés de la bombe atomique ou dans ceux cherchant à s'en doter.
L'initiative Atoms for Peace (« Des atomes pour la paix ») ainsi que la mise en œuvre du traité sur la non-prolifération des armes nucléaires par les signataires implique une séparation des activités militaires et des activités civiles. Certains pays ne sont pas signataires de ce traité et mènent donc au sein des mêmes installations des activités civiles et militaires.

## Industrie nucléaire civile
Dans le domaine civil, l'industrie nucléaire regroupe toutes les activités liées à :
- l'exploitation des mines d'uranium ;
- la fabrication de combustible nucléaire dont l'enrichissement de l'uranium ;
- la construction et l'exploitation de centrales nucléaires ;
- le traitement du combustible usé pour en extraire le plutonium ;
- la fabrication de MOX à partir de plutonium et d'uranium appauvri ;
- la gestion des déchets radioactifs et l'enfouissement des déchets nucléaires ;
- le démantèlement des installations nucléaires civiles ;
- la production de radioisotopes pour la médecine nucléaire notamment.

### Approvisionnement
La production mondiale d'uranium est principalement issue de trois pays : le Canada, l'Australie et le Kazakhstan. D'autres pays, tels que le Niger ou la Namibie sont également producteurs dans des proportions bien plus modestes. Selon l'IAEA, les gisements actuellement connus permettent de couvrir la consommation mondiale jusqu'en « 2040 et au delà » à un tarif inférieur à $130/kg, et jusqu'à la fin du siècle avec des tarifs croissants, sans tenir compte de nouvelles campagnes de prospection ou des ressources non conventionnelles.
La sécurité de l’approvisionnement en combustible est élevée : « chaque centrale nucléaire peut faire de manière simple de grandes réserves, correspondant à plusieurs années de production ». Ainsi, en Suisse, selon Swissnuclear, « les centrales nucléaires stockent dans des bassins le combustible nécessaire à l'exploitation d'une centrale nucléaire pendant environ deux ans ».
Si l'uranium n'est pas une ressource renouvelable, sa très forte densité énergétique compense fortement sa disponibilité face à d'autres ressources telles que les énergies fossiles (gaz, charbon, pétrole etc.). En France, EDF dispose de stocks stratégiques permettant de couvrir 2 ans de consommation moyenne sans avoir à recourir aux importations. Le retraitement du combustible usagé, afin de le ré-enrichir, permet également d'augmenter les stocks domestiques. Enfin d'autres modes d'extraction de l'uranium sont à l'étude, tel que l'uranium marin, et pourraient porter la quantité de minerai disponible à plusieurs centaines d'années de production mondiale[réf. nécessaire].

### Production d'électricité
La production d'électricité nucléaire se fait dans des centrales nucléaires utilisant le principe de fission nucléaire contrôlée. Cette production représentait en 2011 un peu plus de 12 % de l’électricité mondiale, et 5,3 % de l’énergie totale consommée dans le monde.

### Métiers du nucléaire
Les métiers du nucléaire sont nombreux : soudeurs, chaudronniers-tuyauteurs, mécaniciens-robinetiers, électriciens, informaticiens et automaticiens, etc., mais aussi ingénieurs, physiciens, managers, chimistes, environnementalistes, psychologues, ergonomes, chargés de communication...
Un certain nombre de travaux de maintenance des centrales nucléaires sont confiées à des entreprises sous-traitantes, employant par exemple 20 000 personnes en France.

## Industrie nucléaire militaire
Dans le domaine militaire, l'industrie nucléaire concerne :
- la fabrication d'armes atomiques, basé principalement sur l'enrichissement de l'uranium et la production de plutonium ;
- les réacteurs pour la propulsion nucléaire navale militaire, principalement les sous-marins nucléaires ;
- le démantèlement des installations nucléaires militaires.

## Enjeux sociétaux
La compréhension des enjeux propres à l'industrie nucléaire passe par l'analyse des dynamiques locales. En effet, comme cette industrie est un système technopolitique, fait de flux, d'occupation massive de sols par des centrales ou des lignes électriques, son empreinte sur la géographie est forte. Les conséquences en sont spéciales à chaque pays, chaque environnement. Par exemple, en Allemagne, où la densité de la population est élevée, cette industrie a rencontré une forte opposition et a eu beaucoup de mal à se développer ; mais en France, où il existe de nombreux territoires avec une faible densité de population et une économie en grande difficulté, EDF a su créer des conditions propices en créant des ensembles dépendants pour leur survie de l'énergie nucléaire.
Dans un contexte de sensibilité accrue de l'opinion publique aux questions d'environnement et de développement durable, l'industrie nucléaire fait régulièrement l'objet de débats sur ses enjeux sociétaux. Nous faisons ici le point sur quelques-uns de ces enjeux.

### Faible émission de gaz à effet de serre
Pour les partisans de l'industrie nucléaire, son faible impact en termes d'émission de gaz à effet de serre constitue l'un de ses principaux avantages.
Selon le GIEC,, la production d'un kWh émet 12 grammes d'équivalent CO2 contre 820 pour le charbon, 490 pour le gaz, 230 avec la biomasse, entre 41 et 48 pour le solaire, 24 pour l'hydraulique et entre 11 et 12 pour l'éolien.

### Consommation de ressources non renouvelables
L'industrie nucléaire consomme principalement l'uranium des combustibles nucléaires, le zirconium constituant les gaines des combustibles nucléaires des réacteurs à eau pressurisée, et le hafnium utilisé dans les barres de contrôle, les barres de réglage ou les barres de modération des neutrons dans les réacteurs. L'industrie nucléaire utilise également les métaux suivants :
- le cobalt pour réaliser les alliages durs employés dans la robinetterie nucléaire ;
- le titane utilisé pour les condenseurs des centrales nucléaires côtières ;
- le tungstène pour les conteneurs de combustible nucléaire ;
- le tantale, en alliage avec le zirconium ;
- le plomb, ou l'alliage plomb-bismuth, qui peut servir de fluide caloporteur (réacteur LFR), ou pour absorber les radiations ;
- le cadmium, l'indium, l'argent, le sélénium et le bore, matériaux absorbeurs de neutrons utilisés dans les dispositifs de contrôle ;
- le lithium, comme réfrigérant pour les réacteurs ou dissolvant de combustible nucléaire (LiF).

Pour ces derniers métaux, la consommation de l'industrie nucléaire est marginale par rapport aux autres usages, et la sensibilité aux prix est plus faible que dans d'autres industries.

### Déchets nucléaires
Les déchets nucléaires sont principalement les déchets de la production électronucléaire, qui se répartissent en plusieurs catégories :
- les déchets HAVL (à haute activité et à vie longue) ;
- les produits d'activation dans les matériaux de construction ;
- les déchets résultant de l'exploitation des réacteurs nucléaires ;
- le tritium ;
- les résidus des mines d'uranium ;
- les sous-produits provenant de l'enrichissement de l'uranium ;
- les déchets provenant du démantèlement des installations nucléaires.

### Impacts environnementaux et humains du nucléaire
L’utilisation du nucléaire, civil ou militaire, est parfois remise en question. Les catastrophes nucléaires survenues au cours des dernières décennies alimentent le débat public. Avec l'accident nucléaire de Three Mile Island aux États-Unis (28 mars 1979), la catastrophe de Tchernobyl en Ukraine (26 avril 1986) et celle de Fukushima au Japon (11 mars 2011) sont les plus marquantes. Ces catastrophes ont occasionné des conséquences dramatiques sur l'environnement mais aussi sur l’ensemble de la société. Pour autant, même les pays qui n’ont pas été confrontés à une catastrophe nucléaire s'interrogent sur leur utilisation du nucléaire civil.  
Certains impacts de l'emploi du nucléaire sont exposés ci-dessous pour plusieurs pays.

#### France
En France, l’industrie nucléaire reste la principale source de production d'électricité. Cependant, la question du nucléaire est au cœur des débats et ce surtout ces dernières années. Pour y faire face, les autorités de sureté nucléaire (ASN), mais aussi les industriels, via l'AFCEN entre autres, éditent des codes de construction et de calcul très stricts.

#### Iran
L'Iran ne détient pas l’arme nucléaire mais des sites nucléaires sont en construction.
La centrale nucléaire de Bushehr ainsi que celle de Darkhovin, actuellement en construction, sont situées le long de la côte du Golfe Persique entraînant une dégradation de l'écosystème du golfe. Le mécanisme de refroidissement des centrales nucléaires provoque une augmentation de la température de l'eau ce qui a pour effet de perturber l'écosystème aquatique en diminuant par exemple la productivité de certaines algues ou en entraînant la migration de certaines espèces de poissons. La majorité des centrales en Iran sont situées en zones arides ou semi-arides. Or, une grande quantité d'eau est nécessaire pour les approvisionner. Cela pourrait causer davantage de désertification et de dégradation des terres dans ces régions aggravant l'insécurité alimentaire.
À la suite des sanctions économiques émises par les Nations unies depuis 2006 quant aux violations par rapport aux activités nucléaires iraniennes, il a été constaté une diminution du niveau de vie, une augmentation de l'inflation ainsi qu'une augmentation du chômage et des inégalités sociales,,.
Enfin, l’acquisition de l’arme nucléaire par l’Iran pourrait déclencher une déstabilisation politique dans la région et dans le monde.

#### Japon
La catastrophe nucléaire de Fukushima a eu de graves répercussions sur l'environnement. D'une part, l’environnement marin est très largement contaminé. Les relâchements atmosphériques radioactifs et les fuites directes d’eaux contaminées de la centrale de Fukushima participent à la pollution de ce milieu. Les espèces marines sont touchées et ne peuvent plus être consommées par la population. D'autre part, les sols et plantes sont tout aussi affectés par les déchets radioactifs. La production alimentaire dans la zone irradiée est contrôlée. Certains produits sont interdits de vente et détruits par les autorités japonaises.
Cet accident nucléaire a aussi des conséquences sociales. Le fait que certaines infrastructures hospitalières aient été détruites par le séisme entraîne des risques sanitaires. Un rayon de la zone irradiée a été instauré afin de procéder à l’évacuation des habitants. Au total, plus de 110 000 réfugiés sont recensés sur un rayon de 20 à 30 km autour de la centrale de Fukushima. Par ailleurs, les risques nucléaires et sismiques restent permanents.

#### Ukraine
Les premières centrales nucléaires en Ukraine ont été construites aux alentours de 1977.
L'accident nucléaire de Tchernobyl a entraîné une contamination de l'air, de l'eau et du sol via la pluie et la neige (dans l'hémisphère Nord). Les poissons et les plantes ont absorbé des radionucléides qui se sont disséminés dans l'entièreté de la chaîne alimentaire. Il y a aussi eu une augmentation de la fréquence des mutations et de la radiosensibilité de certaines espèces végétales ce qui a causé des changements morphologiques tels que des modifications de forme, des embranchements supplémentaires, etc. Chez les êtres vivants, on retrouve également des troubles morphologiques, physiologiques et génétiques ainsi qu'une augmentation significative de la morbidité et de la mortalité. Les bacilles de la tuberculose, l'hépatite et des bactéries du sol ont été activés de diverses manières. L'irradiation de Tchernobyl a conduit à la création de nouvelles formes de virus, de bactéries et de champignons. Ces changements sont probablement néfastes pour la survie des autres espèces. Plus de vingt ans plus tard, le gibier et le bétail près de Tchernobyl possédaient toujours des niveaux dangereux de radionucléides. 
Il est difficile de faire une évaluation complète des impacts humains de la catastrophe de Tchernobyl à cause de secrets professionnels et de falsifications de dossiers médicaux par l'URSS pendant les quatre années suivant la catastrophe. Vingt ans après, le Forum de Tchernobyl dressait un bilan officiel de 9 000 décès et plus de 200 000 personnes souffrant de maladies. Certaines études estiment que 400 millions d'humains exposés aux radiations pourraient avoir une descendance affectée. Les radiations naturelles ionisantes sont présentes de manière permanente sur Terre et représentent une source importante de mutation génétique dans laquelle toute vie a évolué et s'est adaptée. L'accident de Tchernobyl a ajouté 2 % à cette radiation déjà présente. Dans 400 ans (environ 20 générations humaines), les populations locales seront probablement moins sensibles à la radioactivité que maintenant[réf. nécessaire].

## Terminologie officielle
Une liste des termes officiels est établie par Commission spécialisée de terminologie et de néologie de l’ingénierie nucléaire (CSTNIN).